# Вогларји
Вогларји (словен. Voglarji, итал. Carbonari) су насељено место у општини Нова Горица, Горишка регија, Словенија.

## Историја
До територијалне реорганизације у Словенији били су у саставу старе општине Нова Горица.

## Становништво
У попису становништва из 2011. године, Вогларји су имали 109 становника.
| Број становника према пописима | Број становника према пописима | Број становника према пописима |
| ------------------------------ | ------------------------------ | ------------------------------ |
| 1991                           | 2002                           | 2011                           |
| 133                            | 113                            | 109                            |